# 珀蒂马尼
珀蒂马尼（法語：Petitmagny，法語發音：[pətimaɲi]）是法国勃艮第-弗朗什-孔泰大区贝尔福地区省的一个市镇，属于贝尔福区。

## 地理
珀蒂马尼（47°43'17"N, 6°53'54"E）面积2.2 平方千米，位于法国勃艮第-弗朗什-孔泰大區贝尔福地区省，该省份为法国东北部内陆省份，东临上莱茵省，北起孚日省，西接上索恩省，南与杜省和瑞士接壤。
与珀蒂马尼接壤的市镇（或旧市镇、城区）包括：埃蒂丰、格罗马尼。

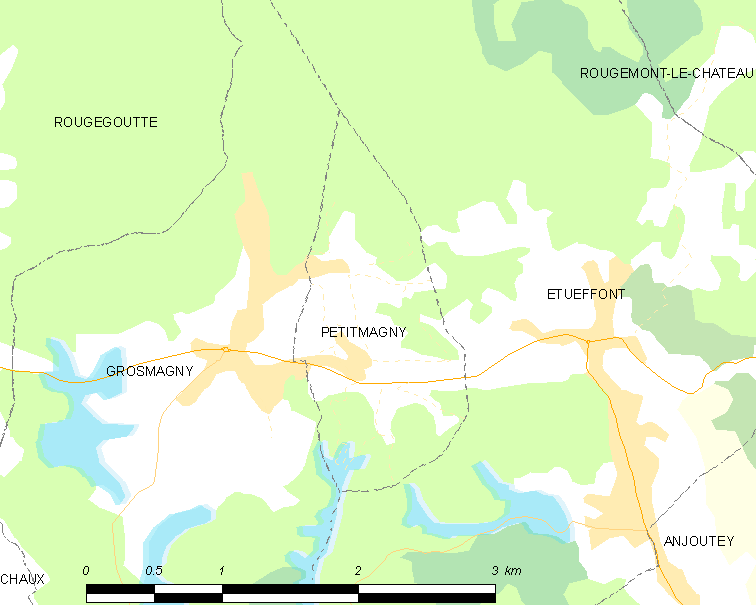
珀蒂马尼的OSM定位图

珀蒂马尼的时区为UTC+01:00、UTC+02:00（夏令时）。

## 行政
珀蒂马尼的邮政编码为90170，INSEE市镇编码为90079。

## 政治
珀蒂马尼所属的省级选区为日罗马尼县。

## 人口

1962-2008年间珀蒂马尼人口变化图示

珀蒂马尼于2022年1月1日时的人口数量为323人。